# لحام بالمقاومة الكهربائية

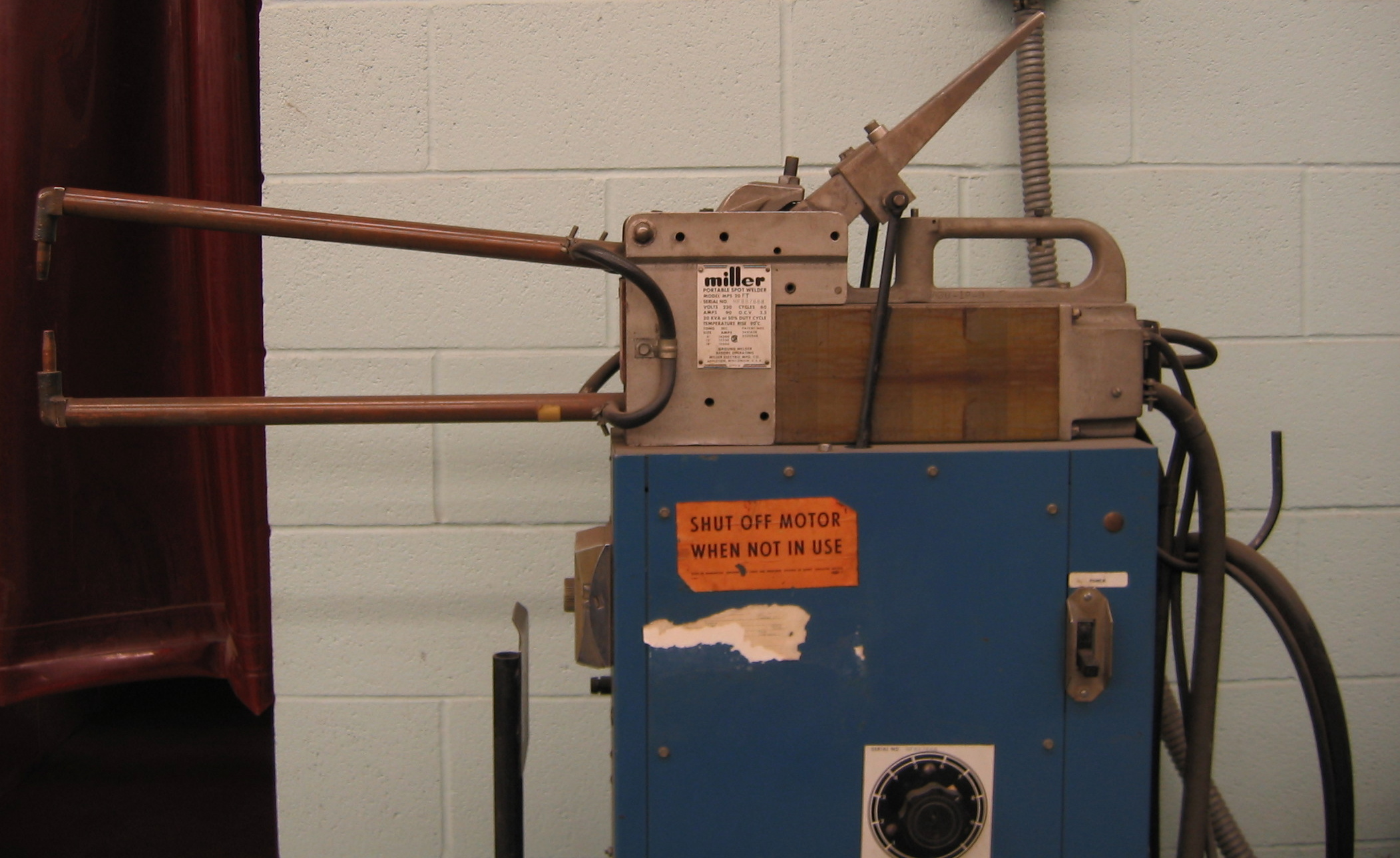

اللحام بالمقاومة الكهربائية هو مجموعة من طرق اللحام بالحرارة التي تنتجها مقاومة المعدن لسريان التيار الكهربائي في دائرة يكون المعدن جزءًا منها، وبتسليط ضغط.

## أنواع اللحام بالمقاومة
- في الإلكترونيات: يقع استعمال كاوي اللحام مع مادتي الرصاص أو القصدير ويستخدم في وصل الكابلات النحاسية والمعدنية ببعضها أو لحم الأجزاء الإلكترونية بالرقاقة المركزية أو الفرعية ولا تزيد حرارته عن 300 درجة مئوية.
- في الميكانيك: يستخدم مكوى من النوع الكبير والتي قد تصل درجة حرارته إلى أكثر من 1200 درجة مئوية في ربط الأجزاء الكبيرة عن طريق إذابة جزء منها عبر تسليط جهد كهربائي عال على المكوى فترتفع حرارته بدرجة كبيرة جدا ومن ثم يقع إلصاق القطع بالصهارة وانتظارها لتبرد.

## المبدأ العلمي
تقوم العملية على مبدأ بسيط وهو التأثير الحراري للتيار الكهربائي عندما يمر التيار من خلال وشيعة فتسخن تلك الوشيعة حسب شدة التيار وتكون الوشيعة داخل إسطوانة معدنية آخرها مدبب وتستعمل في كاوي اللحام المخصص للحم الإلكترونيات.
أما بالنسبة لمبدأ كي الأجسام الكبيرة يكون المكوى مقتصرا في الأساس على دارة تقوم بتكثيف التيار الوارد لها ومن ثم إنشاء دارة قصيرة عند الضغط على الزر وهذا ما ينتج شرارات كهربائية عالية الحرارة.